# Dipoena washougalia
Dipoena washougalia là một loài nhện trong họ Theridiidae.
Loài này thuộc chi Dipoena. Dipoena washougalia được Herbert Walter Levi miêu tả năm 1953.